# Scapin (calzatura)
Lo Scapin (schokka o d'socka in lingua walser, anche scapino in italiano) è una calzatura di origine walser, tipica della Valsesia e della valle del Lys, assimilabile a una pantofola.

## Nome
Il nome scapin deriva dal dialetto valsesiano. Nella valle del Lys, questa pantofola è chiamata sock (plur. socka) in titsch e pioun in patois valdostano.

## Fabbricazione
Confezionato interamente a mano, lo scapin viene realizzato con ritagli di tessuto riciclato e corde di canapa ed è stata per secoli la calzatura quotidiana della popolazione valsesiana.
Il modello tradizionale di Alagna Valsesia è il più antico rispetto a quello più elegante che viene prodotto nel resto della Valsesia: ha la tomaia con la punta quadrata, affinata da un fiocco piatto, eredità di un modello più antico che presentava due lembi laterali per meglio adattare lo scapin al piede.
Tradizionalmente solo di colore nero o marrone, oggi sono prodotti di vari colori e spesso raffinati con ricami e nastri colorati.
Le tecniche di lavorazione sono due:
- sfruttando il sostegno di forme in legno, con una cucitura esterna;
- senza forme di sostegno ed con una cucitura interna.